# Bank Austria Salon
Der Bank Austria Salon im Alten Rathaus im 1. Wiener Gemeindebezirk Innere Stadt ist ein Veranstaltungsort sowie eine Kommunikationsplattform für den sozialen und kulturellen Austausch. Die Bank Austria bespielt die laufenden Salongespräche als Hauptsponsor und stellt den Barocksaal jungen Kulturinitiativen zur Verfügung.

## Geschichte
Das Gebäude zählt zur ältesten, erhaltenen Bausubstanz im Zentrum von Wien. Im Jahre 1316 schenkte Herzog Friedrich der Schöne die Baulichkeiten der Stadt. Bis 1885 fanden im Barocksaal des Hauses Wipplingerstraße 6–8 die Sitzungen des Gemeinderats statt.
Der erste Stock, die Beletage, umfasst den als Barock- oder als großen Rittersaal bezeichneten Repräsentationssaal mit seinen Nebenräumen, die ebenfalls mit um 1700 datiert werden.
Die Stuckdecke, die mit großer Sicherheit Alberto Camesina, einem Graubündner Stuckateur, Stuckplastiker und Marmorierer um 1713 zugeschrieben wird, zeigt zwei Deckenbilder von Hans Georg Greiner, die von Wappenspruch-Medaillons umrahmt sind. Eines der Fresken stellt Salomons Urteil, das andere eine Allegorie der Gerechtigkeit dar. Verbunden werden diese durch den Reichsadler in der Deckenmitte.
Zwischen 1851 und 1853 wurden der Saal und die angrenzenden Räume unter Bürgermeister Johann Kaspar von Seiller nach den Plänen des Wiener Architekten Ferdinand Fellner d. Ä. umgestaltet. Dabei entstand eine heute erhaltene Stuckdecke, Karyatiden sowie Verkleidung der Wände mit Stuckmarmor.
Am 20. Oktober 1905 fasste der Wiener Gemeinderat den formellen Beschluss zur Gründung einer zentralen Sparkasse unter der Obhut der Stadt. Am 2. Januar 1907 wurde im Barocksaal des Alten Rathaus, in dem das Geldinstitut dann lange Jahre ihren Sitz hatte, die das Institut feierlich eröffnet. Dabei diente der barocke Saal mehrere Jahrzehnte lang als Kassenhalle.
Im Rahmen des Verkaufs der »Z« an das Nachfolgeinstitut, die Bank Austria gingen die im Gründungsvertrag der Zentralsparkasse festgelegten Nutzungsrechte der Räume im alten Rathaus an den Käufer. So verfügt die Bank Austria, die heute im Mehrheitseigentum der Unicredit ist, über einen der schönsten Barocksäle Wiens.
Da der Saal auf Grund seiner exzellenten Akustik bei Musikern beliebt ist, gab es Ideen, die Räumlichkeiten zu einem kulturellen »Hotspot« zu machen. Realisiert wurde dies 2014 in Form des Bank Austria Salons. Mit dem besonderen Augenmerk auf die Tradition der Wiener Salonkultur, wie sie bis 1938 bestand.

## Der Salon
Das, was heute im Allgemeinen als Salon und Salonkultur verstanden wird, entstand vor rund 200 Jahren. Die Ursprünge, die ins 17. und 18. Jahrhundert reichen wurden als ein Pendant zur höfischen Kommunikationskultur begriffen. Dabei war es die vor allem die französische Salonkultur wie die Salons im zaristischen Russland. Wobei es darum ging, kulturelle Zentren außerhalb der Höfe, Paläste, in meist großbürgerlichen Häusern, die die Zweite Gesellschaft repräsentierten, zu schaffen. Somit wurde erstmals ein Kontrapunkt zum höfischen Leben gesetzt. Über Berlin erreichte die Salonkultur Wien während der Aufklärung. Der erste bekannte Salon entstand im Hause Greiner. Charlotte von Greiner, geborene Hieronymus kam als Waisenkind in die Obhut von Kaiserin Maria Theresia. Wurde ihre Vorleserin, Privatsekretärin und Vertraute. Ihr Mann, Hofrat Franz Sales Ritter von Greiner stieg schnell zu einem hohen Beamten der mariatheresianisch-josephinisch-leopoldinischen Epoche auf.
Greiners Tochter, die Schriftstellerin Karoline Pichler, eröffnet später ihren eigenen Salon. Tonangebend um die Zeit des Wiener Kongresses war neben Pichlers Salon jener der Fanny von Arnstein. Aus damals allgemeinen politischen Gründen wurde plötzlich in manchen Salons des Biedermeiers verstärkt auf eine musikalische Komponente Wert gelegt. In dieser Zeit der allgegenwärtigen metternichschen Geheimpolizei war die Musik wesentlich weniger riskant als das Wort. Doch trotz der polizeistaatlichen Mittel des Metternich’schen Systems ließ sich der Großteil der illusteren Salongesellschaft ihre freie, offene Rede nicht einschränken. Der Salon bildete „einen Freiraum von materiellen oder ideologischen Interessen. Die alleinige Motivation der Gäste ist es, einander zu respektieren, zu fördern und zu bilden“.
Im Zuge des aufkeimenden Liberalismus entstanden in der zweiten Hälfte des 19. Jahrhunderts zahlreiche berühmte Salons, die dann um 1900 zur Hochblüte gedeihen.
Im Wien der Zwischenkriegszeit luden Berta Zuckerkandl, Alma Mahler-Werfel und Eugenie Schwarzwald regelmäßig zum ungezwungenen interdisziplinären Ideenaustausch in ihre Salons. Barbara Staudinger beschreibt den Untergang dieser Institution wie folgt: „Berta Zukerkandl, die berühmteste Salonière des Fin de Siècle emigrierte nach dem 'Anschluss' Österreichs an Nazideutschland. Und so starb mit dem aufkommenden Nationalsozialismus auch die Salonkultur in Österreich“. Es war die Vertreibung und Ermordung der geistigen Elite des Landes durch die nationalsozialistische Herrschaft Ende der 1930er-Jahre und der Ausbruch des Zweiten Weltkriegs, der das Wiener Salonleben beendete.
Da es nach 1945 das Kaffeehaus war, in dem sich die jungen Intellektuellen und Künstler trafen, wie zum Beispiel im Café Hawelka oder in Clubs, wie dem Art Club, gab es erst in den 1990er-Jahren erste erfolglose Versuche, die Salon-Kultur wieder zu beleben.

## Bank Austria Salon
Obwohl der Salon in den 1990er Jahren in Berlin eine Renaissance erlebte, scheiterten die Versuche der Wiederbelebung in Wien. Erst das von Wolfgang Lamprecht im Auftrag von Willibald Cernko erarbeitete Konzept verhalf zum Anschluss und zu einer Weiterführung der Salontradition.
Es entstand ein Zentrum für Kammermusik mit Konzerten von Solisten hin bis zu kleinen Kammerensembles wie für CD-Präsentationen. Zu den regelmäßigen Gästen zählen und zählten etwa das Quartett von Daniel Auner, Paul Badura-Skoda, Rémy Ballot, Boris Bloch, das Concilium Musicum, Johanna Doderer, Flaka Goranci, das Haydn Quartett, Christine Jones, Zoryana und Olena Kushpler, Elisabeth Leonskaja, Ingrid Marsoner, Simon Reitmaier, Yury Revich, Martin Rummel oder Jasminka Stancul. 2015 wurde der Salon mit einem Fazioli-Konzertflügel ausgestattet, daher kam es vermehrt zu Einspielungen klassischen Repertoires. Der Salon soll eine Plattform der Begegnung für Gesellschaft, Wissenschaft und Kunst sein. So bestehen Kooperationen etwa mit Günther Friesingers „paraflows Festival für Digitale Kunst und Kulturen“, dem Verein für Ästhetik und angewandte Kulturtheorie, dem Jazz Fest Wien oder der Buch Wien. Im Rahmen der regelmäßigen Salon-Gespräche zu europäischen Werte-Themen der Kultur und der Nachhaltigkeit diskutierten unter anderem Robert Menasse, Robert Pfaller, Agnes Heller so wie Peter Simonischek. Weitere Höhepunkte als Gäste waren die Autorin Marlene Streeruwitz, der Leiter des Glückscenters des Königreichs Bhutan, Ha Vinh Tho sowie der national wie international gefeierte Künstler Erwin Wurm.